# اینفینیتی جی۳۰
اینفینیتی جی۳۰ (Infiniti J۳۰) خودرویی است که در سال‌های ۱۹۹۲ تا ۱۹۹۷تولید شده‌است.